# سیارک ۱۲۶۲۰
سیارک ۱۲۶۲۰ (به انگلیسی: 12620 Simaqian، نامگذاری:6335P-L) دوازده هزار و ششصد و بیستمین سیارک کشف شده‌است که در ۲۴ سپتامبر ۱۹۶۰ کشف شد.